# Cleaver Lake, Thunder Bay District
Cleaver Lake är en sjö i Kanada.   Den ligger i Thunder Bay District och provinsen Ontario, i den sydöstra delen av landet, 900 km väster om huvudstaden Ottawa. Cleaver Lake ligger 401 meter över havet. Arean är 0,13 kvadratkilometer. Den sträcker sig 0,8 kilometer i nord-sydlig riktning, och 0,3 kilometer i öst-västlig riktning.
I omgivningarna runt Cleaver Lake växer i huvudsak blandskog. Trakten runt Cleaver Lake är nära nog obefolkad, med mindre än två invånare per kvadratkilometer.